# نيفيل ستامب
نيفيل ستامب (بالإنجليزية: Neville Stamp)‏ هو لاعب كرة قدم بريطاني في مركز الدفاع، ولد في 7 يوليو 1981 في ريدنغ في المملكة المتحدة. لعب مع نادي ريدنغ.

## وصلات خارجية
- نيفيل ستامب على موقع Soccerbase.com (لاعب) (الإنجليزية)